# Empoli Football Club 1970-1971
Questa voce raccoglie le informazioni riguardanti l'Empoli Football Club nelle competizioni ufficiali della stagione 1970-1971.

## Stagione
Nella stagione 1970-1971 l'Empoli disputa il girone B del campionato di Serie C, con 34 punti ottiene il tredicesimo posto. Il torneo è stato vinto dal Genoa con 56 punti che risale prontamente in Serie B, seconda la Spal con 54 punti. Scendono in Serie D l'Aquila Montevarchi con 32 punti, la Torres Sassari con 27 punti ed il Ravenna con 22 punti.
Per questa stagione l'Empoli viene affidato a Cecco Lamberti, dal Como arriva l'interno Gaetano Salvemini, dal Brescia il difensore Alberto Fumagalli, mentre si mette in evidenza l'ala ventenne Silvio Rosa, autore di 8 reti e miglior realizzatore stagionale empolese. Dal Siena arriva l'interno Sauro Bonetti. Un giovane del vivaio, il difensore diciassettenne Moreno Roggi si mette in mostra disputando due spezzoni di partite, i primi passi di una importante carriera nelle categorie superiori. Prima parte di campionato discreta, poi un vistoso calo che ha portato sulla panchina empolese Tito Corsi. Salvezza conquistata grazie a tre vittorie consecutive nel finale del torneo, che mettono l'Empoli al riparo da qualsiasi rischio di classifica.

## Rosa
| N. |                   | Ruolo | Calciatore        |
| -- | ----------------- | ----- | ----------------- |
|    | Italia (bandiera) | A     | Sauro Bonetti     |
|    | Italia (bandiera) | A     | Luciano Cinelli   |
|    | Italia (bandiera) | D     | Andrea Croci      |
|    | Italia (bandiera) | A     | Flaminio De Biase |
|    | Italia (bandiera) | P     | Danilo Facchetti  |
|    | Italia (bandiera) | D     | Alberto Fumagalli |
|    | Italia (bandiera) | C     | Massimo Fusi      |
|    | Italia (bandiera) | C     | Ermes Lasagni     |
|    | Italia (bandiera) | C     | Mattia Luca       |
|    | Italia (bandiera) | D     | Massimo Mannelli  |

| N. |                   | Ruolo | Calciatore           |
| -- | ----------------- | ----- | -------------------- |
|    | Italia (bandiera) | C     | Gianbattista Rigoni  |
|    | Italia (bandiera) | A     | Gildo Rizzato        |
|    | Italia (bandiera) | A     | Silvio Rosa          |
|    | Italia (bandiera) | C     | Gaetano Salvemini    |
|    | Italia (bandiera) | D     | Primo Serafini       |
|    | Italia (bandiera) | D     | Francesco Torchio    |
|    | Italia (bandiera) | P     | Vincenzo Tortora     |
|    | Italia (bandiera) | A     | Gianfranco Trombini  |
|    | Italia (bandiera) | P     | Giuseppe Valzoni     |
|    | Italia (bandiera) | C     | Raffaello Vernacchia |

## Risultati

### Serie C girone B

#### Girone di andata
| Empoli 13 settembre 1970 1ª giornata | Empoli           | 0 – 0 | Entella Chiavari | Stadio Carlo Castellani\| Arbitro: \| Marino (Taranto) \| |
| Arbitro:                             | Marino (Taranto) |       |                  |                                                           |

| Arbitro: | Laurenti (Padova) |

|  |           |                         |
|  | Marcatori | 55’ Rosa 61’ Vernacchia |

| Arbitro: | Zacchetti (Milano) |

|                 |           |               |
| Rosa 13’ (rig.) | Marcatori | 90’ Cavallito |

| Arbitro: | Lattanzi (Roma) |

|            |           |  |
| Pagani 25’ | Marcatori |  |

| Empoli 11 ottobre 1970 5ª giornata | Empoli             | 0 – 0 | Anconitana | Stadio Carlo Castellani\| Arbitro: \| Stagnoli (Bologna) \| |
| Arbitro:                           | Stagnoli (Bologna) |       |            |                                                             |

| Arbitro: | Andreoli (Padova) |

|               |           |                 |
| Rosa 19’, 73’ | Marcatori | 60’ E. Giordano |

| Arbitro: | Governa (Torino) |

|          |           |  |
| Zini 21’ | Marcatori |  |

| Arbitro: | Mascali (Desenzano del Garda) |

|          |           |            |
| Rosa 69’ | Marcatori | 73’ Parola |

| Viareggio 8 novembre 1970 9ª giornata | Viareggio            | 0 – 0 | Empoli | Stadio dei Pini\| Arbitro: \| Gialluisi (Barletta) \| |
| Arbitro:                              | Gialluisi (Barletta) |       |        |                                                       |

| Montevarchi 15 novembre 1970 10ª giornata | Montevarchi            | 0 – 0 | Empoli | Stadio Gastone Brilli Peri\| Arbitro: \| Martinelli (Catanzaro) \| |
| Arbitro:                                  | Martinelli (Catanzaro) |       |        |                                                                    |

| Arbitro: | Menegali (Roma) |

|             |           |               |
| Bonetti 36’ | Marcatori | 34’ Bolognesi |

| Arbitro: | Busalacchi (Palermo) |

|                      |           |          |
| Rolla 4’ Poletto 30’ | Marcatori | 53’ Rosa |

| Sassari 6 dicembre 1970 13ª giornata | Torres          | 0 – 0 | Empoli | Stadio Acquedotto\| Arbitro: \| Leita (Catania) \| |
| Arbitro:                             | Leita (Catania) |       |        |                                                    |

| Arbitro: | Lazzaroni (Milano) |

|  |           |                      |
|  | Marcatori | 24’ Cini 67’ Capogna |

| Arbitro: | Frasso (Capua) |

|                 |           |  |
| Caposciutti 59’ | Marcatori |  |

| Arbitro: | Casarin (Milano) |

|  |           |                       |
|  | Marcatori | 74’ (rig.) L. Asnicar |

| Arbitro: | Calì (Roma) |

|              |           |  |
| Giuntini 48’ | Marcatori |  |

| Arbitro: | Ambrosio (Napoli) |

|               |           |  |
| Trevisani 45’ | Marcatori |  |

| Empoli 24 gennaio 1971 19ª giornata | Empoli            | 0 – 0 | Savona | Stadio Carlo Castellani\| Arbitro: \| Laurenti (Padova) \| |
| Arbitro:                            | Laurenti (Padova) |       |        |                                                            |

#### Girone di Ritorno
| Arbitro: | Sansò (Gallipoli) |

|                          |           |             |
| Gittone 70’ Pacciani 86’ | Marcatori | 79’ Bonetti |

| Empoli 7 febbraio 1971 21ª giornata | Empoli           | 0 – 0 | Maceratese | Stadio Carlo Castellani\| Arbitro: \| Tempio (Catania) \| |
| Arbitro:                            | Tempio (Catania) |       |            |                                                           |

| Arbitro: | Busalacchi (Palermo) |

|                    |           |  |
| Volpato 77’ (rig.) | Marcatori |  |

| Arbitro: | Turiano (Reggio Calabria) |

|          |           |  |
| Rosa 77’ | Marcatori |  |

| Ancona 28 febbraio 1971 24ª giornata | Anconitana          | 0 – 0 | Empoli | Stadio Dorico\| Arbitro: \| Panzino (Catanzaro) \| |
| Arbitro:                             | Panzino (Catanzaro) |       |        |                                                    |

| Arbitro: | Schena (Foggia) |

|  |           |             |
|  | Marcatori | 64’ Bonetti |

| Arbitro: | Grassi (Savona) |

|                |           |          |
| Vernacchia 76’ | Marcatori | 40’ Zini |

| Prato 28 marzo 1971 27ª giornata | Prato              | 0 – 0 | Empoli | Stadio Lungobisenzio\| Arbitro: \| Monforte (Palermo) \| |
| Arbitro:                         | Monforte (Palermo) |       |        |                                                          |

| Empoli 5 aprile 1971 28ª giornata | Empoli          | 0 – 0 | Viareggio | Stadio Carlo Castellani\| Arbitro: \| Leita (Catania) \| |
| Arbitro:                          | Leita (Catania) |       |           |                                                          |

| Arbitro: | Laurenti (Padova) |

|                                        |           |                                 |
| Trombini 41’ Salvemini 71’ Rizzato 79’ | Marcatori | 37’ Zavagli 66’ (aut.) Mannelli |

| Arbitro: | Pesciarelli (Roma) |

|                                 |           |             |
| Fumagalli 3’ (aut.) Spadoni 22’ | Marcatori | 85’ Lasagni |

| Arbitro: | Andreoli (Padova) |

|                    |           |            |
| Dordoni 50’ (aut.) | Marcatori | 20’ Spanio |

| Arbitro: | V. Lattanzi (Roma) |

|                           |           |           |
| Salvemini 35’, 62’ (rig.) | Marcatori | 40’ Caneo |

| Arbitro: | Martinelli (Catanzaro) |

|          |           |  |
| Cini 48’ | Marcatori |  |

| Arbitro: | Turiano (Reggio Calabria) |

|               |           |                 |
| Salvemini 41’ | Marcatori | 87’ Caposciutti |

| Arbitro: | Panzino (Catanzaro) |

|                             |           |                |
| Medeot 4’ Rigoni 76’ (aut.) | Marcatori | 77’ Vernacchia |

| Arbitro: | Schena (Foggia) |

|                         |           |  |
| Rizzato 4’ Salvemini 5’ | Marcatori |  |

| Arbitro: | Laurenti (Padova) |

|                 |           |           |
| Bonetti 5’, 81’ | Marcatori | 34’ Ciani |

| Arbitro: | Moretto (San Donà di Piave) |

|  |           |                               |
|  | Marcatori | 67’ (rig.) Salvemini 81’ Rosa |